# 樊洼路
樊洼路，安徽省合肥市的一条东西次干道，得名自樊洼村（原址位于樊洼路与西二环路交口北侧），起于长江西路，向北经淠河路，达史河路后向西折，经怀宁北路、西二环路后止于科学岛路，正接井岗路，其中西二环路至科学岛路亦称樊洼西路。与史河路、井岗路一同组成长江西路北侧的东西向分流支路。沿路有民生大厦、合肥市十里庙小学北区、汊东渠公园等。